# Хуго (Шампания)
Хуго (на френски: Hugues de Rouen, Hugues de Champagne; * ок. 690, † 9 април 730, Жюмеж, Нормандия, Франция) е Светия на католическата църква и се чества на 9 април.

## Произход и духовна кариера
Той е от династията Арнулфинги, вторият син на Дрого (* 670, † 708), херцог на Шампания и dux на Бургундия, и съпругата му Анструда. Баща му е полубрат на Карл Мартел. Хуго е внук на каролингския майордом Пипин Ерсталски. Брат е на херцог Арнулф († сл. 723), Пипин († 720/726) и Готфрид († 720/726).
През 715 г. Хуго е sacerdos (свещеник), игумен на Жюмеж (Jumièges), епископ на Париж (720 – 730), епископ на Руан (720 – 730) и епископ на Байе (723 – 730). Той умира на 9 април 730 г. на около 40 години като игумен в манастирa в Жюмеж и е погребан там.